# Oliver Oken
Oliver Oscar Oken è un personaggio della serie TV Hannah Montana di Disney Channel. È interpretato da Mitchel Musso.

## Informazione sul personaggio
Migliore amico di Lilly Truscott dai tempi dell'asilo e di Miley Stewart da quando si è trasferita a Malibù. Inizialmente, Oliver era innamorato di Hannah Montana, amore dissoltosi una volta scoperto che Miley era Hannah. È capace di aprire tutti gli armadietti senza conoscere la combinazione e si fa chiamare:"Il dottore degli armadietti". Quando sta con Hannah si fa chiamare Mick Rofono Lee III. È un ragazzo leale, sincero e sensibile, anche se un po' ingenuo. Ha una bellissima voce, infatti in un episodio riesce ad arrivare alle semifinali di :"America's Top Talent" chiara parodia di "America's Got Talent".
Ha avuto la sua prima ragazza Becca grazie all'aiuto di Miley e Lily nella prima stagione. Dopo che la storia con Becca non ha funzionato si è messo con Joannie, acerrima nemica di Miley e soprattutto di Lilly. Ma dopo un pigiama party Joannie e Lilly sono diventate amiche. Oliver e Joannie rompono in seguito a grandi differenze caratteriali, di comune accordo (benché Oliver, temendo che la ragazza lo avrebbe picchiato, combina diversi guai per cercare di rompere con lei, tra le risate di Jackson).
L'unica storia che pare aver funzionato è quella con Lilly Truscott, cominciata nella terza stagione, mentre Miley era fuori cittá. Inizialmente volevano tenerglielo segreto temendo che lei l'avrebbe presa male, ma dopo averlo scoperto lei non ha avuto reazioni strane. Nonostante le continue liti, però pare che i due siano molto legati.
Nella quarta stagione parte con la sua band per un tour e fa solo alcune apparizioni.